# أندريه كارون
أندريه كارون هو سياسي كندي، ولد في 18 ديسمبر 1944 في ساغينيه في كندا، وتوفي في 10 يناير 1997 في شيكوتيمي في كندا بسبب سرطان. حزبياً، نشط في الكتلة الكيبيكية. وقد انتخب عضو مجلس العموم الكندي.